# 赫氏螳属
赫氏螳属（学名：Hedigerella）是矮螳科的一属。

## 下属物种
本属包括以下物种：
- Hedigerella fasciatella Werner, 1932